# Grethe és Jørgen Ingmann
Grethe (született: Grethe Clemmensen, 1938. június 17. – 1990. augusztus 18.) és Jørgen Ingmann (1925. április 26. – 2015. március 21.) dán énekes-zenész házaspár volt. Ők képviselték Dániát az 1963-as Eurovíziós Dalfesztiválon Londonban, a Dansevise című dallal, mellyel meg is nyerték a versenyt.

## Történetük
1955-ben ismerkedtek meg, a következő évben összeházasodtak, majd 1975-ben váltak el. Grethe 1990-ben hunyt el rákban. Ő volt az első Eurovízió győztes, aki elhalálozott, míg Jørgen 2015-ben hunyt el.
1963-ban megnyerték a dán eurovíziós válogatóműsort, a Dansk Melodi Grand Prix-t, ezzel nyerték el az indulás jogát az Eurovíziós Dalfesztiválon.
Daluk, a Dansevise 42 ponttal a verseny győztese lett, ezzel megszerezve Dánia első eurovíziós győzelmét, egyben az 1964-es Eurovíziós Dalfesztivál rendezési jogát is elnyerték. Ez volt az első alkalom, hogy egy duó, valamint, hogy egy skandináv ország nyert Eurovíziót.